# Zan Charisse
Zan Charisse (New York, 14 novembre 1951) è un'attrice statunitense.

## Biografia
Figlia del coreografo Richard Tucker, figlioccia di Jerome Robbins, nipote di Cyd Charisse e sorella di Nana Visitor, Zan Charisse iniziò a danzare professionalmente all'età di quindi anni, recitando in una dozzina di produzioni di musical nel circuito regionale statunitense. Dopo aver ottenuto un discreto successo nel 1970 con il musical Look Me Up, nel 1973 fece il suo debutto sulle scene londinesi nel musical Gypsy: A Musical Fable, in cui interpretava Gypsy Rose Lee accanto alla Madam Rose di Angela Lansbury. Gypsy fu un grande successo e fu riproposto anche a Broadway nella stagione successiva, quando Zan Charisse ottenne una nomination al Tony Award alla migliore attrice non protagonista in un musical per la sua interpretazione e vinse il Theatre World Award.
Nel 1975 tornò a recitare accanto ad Angela Lansbury in una tournée statunitense del musical, mentre l'anno successivo fu Ivy nel musical di Leonard Bernstein On the Town in scena al St. Louis Municipal Opera Theatre. Nel 1978 tornò a Broadway per l'ultima volta con il musical The American Dance Machine. Negli anni ottanta recitò in numerose pubblicità, prima di ritirarsi dalle scene e diventare la direttrice creativa di una rivista di moda.
È stata sposata con Marcus Guest dal 1983 al 2008 e la coppia ha avuto due figli, Jasper e Remington.

## Filmografia
- I Jefferson - serie TV, 1 episodio (1980)